# Seven Years: 1998–2005
Album Seven Years shrnuje tvorbu André Tannebergera (ATB) do roku 2005. CD obsahuje 20 skladeb 14 největších hitů z let 1998–2005 a 6 nových skladeb s mimořádným hitem „Believe In Me“, který atakoval přední příčky ve světových i českých hitparádách.[zdroj⁠?!]

## Tracklist
1. Humanity
2. Let U Go (2005 Reworked)
3. Believe In Me
4. Trilogie Part 2
5. Take Me Over
6. Far Beyond
7. Here With Me
8. Ecstasy
9. Marrakech
10. In Love With The DJ
11. Long Way Home
12. I Don't Wanna Stop
13. You're not Alone
14. Hold You
15. Let U Go
16. The Fields Of Love
17. The Summer
18. Killer
19. Don't Stop
20. 9 pm (Till I Come)

DVD (Limitovaná verze)
- kompletní video kolekce
- interview
- fotky
- bonusové video Believe In Me (Exclusive Director's Airplay Cut)